# مایکل فینلی
مایکل فینلی (انگلیسی: Michael Finley؛ زاده ۶ مارس ۱۹۷۳) یک ورزشکار اهل ایالات متحده آمریکا است.